# Ligue des champions de la CAF 2017
Navigation
Édition précédente Édition suivante
La Ligue des champions de la CAF Total 2017 est la 53e édition de la plus importante compétition africaine de clubs mettant aux prises les meilleures clubs de football du continent africain. Il s'agit également de la 21e édition sous la dénomination Ligue des champions et la 1re édition avec le nouveau systéme des 4 groupes. Le tirage au sort a eu lieu en 2016. La compétition a débuté le 10 février 2017.

## Sponsoring
En juillet 2016, Total a annoncé avoir passé un accord de sponsoring avec la Confédération africaine de football. Total sera désormais le « sponsor titre » des compétitions organisées par la CAF. L’accord vaut pour les huit années suivantes, soit jusqu'en 2024, et concernera les dix principales compétitions organisées par la CAF, dont la Ligue des champions de la CAF, qui est désormais baptisée « Ligue des Champions de la CAF Total ».

## Primes monétaires
Les primes monétaires de l'édition 2017 sont distribués aux clubs terminant dans les 8 premiers, comme suit :
| Classement      | Primes      |             |
| Classement      | Clubs       | Fédérations |
| --------------- | ----------- | ----------- |
| Champion        | 1 500 000 $ | 75 000 $    |
| Finaliste       | 1 000 000 $ | 50 000 $    |
| Demi-finalistes | 700 000 $   | 35 000 $    |
| 3e de groupe    | 500 000 $   | 25 000 $    |
| 4e de groupe    | 400 000 $   | 20 000 $    |

## Participants
- Théoriquement, jusqu'à 54 fédérations membres de la CAF peuvent entrer dans la CAF Champions League 2017.
- Les 12 pays les mieux classés en fonction du Classement 5-Year de la CAF peuvent également inscrire 2 équipes par compétition. Pour la compétition de cette année, la Confédération africaine de football va utiliser Classement 5-Year de la CAF d'entre 2009 et 2013. En conséquence, 55 clubs ont pu entrer dans le tournoi.

Ci-dessous le schéma de qualification pour la compétition. Les nations sont affichées en fonction de leur Classement 5-Year de la CAF:
| Fédération                                                                 | Club                                                | Classement                                          |
| Fédérations avec deux représentants (Classées 1-12)                        | Fédérations avec deux représentants (Classées 1-12) | Fédérations avec deux représentants (Classées 1-12) |
| -------------------------------------------------------------------------- | --------------------------------------------------- | --------------------------------------------------- |
| Tunisie 1er - 105 pts                                                      | ES Sahel                                            | Champion de Tunisie 2015-2016                       |
| Tunisie 1er - 105 pts                                                      | ES Tunis                                            | Vice-champion de Tunisie 2015-2016                  |
| Égypte 2e - 81 pts                                                         | Al Ahly SC                                          | Champion d'Égypte 2015-2016                         |
| Égypte 2e - 81 pts                                                         | Zamalek SC                                          | Vice-champion d'Égypte 2015-2016                    |
| RD Congo 3e - 63 pts                                                       | Tout Puissant Mazembe                               | Champion de RD du Congo 2015-2016                   |
| RD Congo 3e - 63 pts                                                       | AS Vita Club                                        | Vice-champion de RD du Congo 2015-2016              |
| Algérie 4e - 44 pts                                                        | USM Alger                                           | Champion d'Algérie 2015-2016                        |
| Algérie 4e - 44 pts                                                        | JS Saoura                                           | Vice-Champion d'Algérie 2015-2016                   |
| Soudan 5e - 33 pts                                                         | Al-Hilal                                            | Champion du Soudan 2016                             |
| Soudan 5e - 33 pts                                                         | Al Merreikh                                         | Vice-champion du Soudan 2016                        |
| Côte d'Ivoire 6e - 30 pts                                                  | AS Tanda                                            | Champion de Côte d'Ivoire 2015-2016                 |
| Côte d'Ivoire 6e - 30 pts                                                  | Séwé Sports                                         | Vice-champion de Côte d'Ivoire 2015-2016            |
| Maroc 7e - 29 pts                                                          | FUS Rabat                                           | Champion du Maroc 2015-2016                         |
| Maroc 7e - 29 pts                                                          | Wydad Athletic Club                                 | Vice-champion du Maroc 2015-2016                    |
| Cameroun 8e - 26 pts                                                       | UMS Loum                                            | Champion du Cameroun 2016                           |
| Cameroun 8e - 26 pts                                                       | Cotonsport Garoua                                   | Vice-champion du Cameroun 2016                      |
| République du Congo 9e - 26 pts                                            | AC Léopards                                         | Premier du classement du championnat du Congo 2016  |
| République du Congo 9e - 26 pts                                            | Diables Noirs de Brazzaville                        | Second du classement du championnat du Congo 2016   |
| Mali 10e - 26 pts                                                          | Stade malien                                        | Champion du Mali 2016                               |
| Mali 10e - 26 pts                                                          | AS Real Bamako                                      | Vice-champion du Mali 2016                          |
| Nigeria 11e - 22 pts                                                       | Enugu Rangers                                       | Champion du Nigeria 2016                            |
| Nigeria 11e - 22 pts                                                       | Rivers United                                       | Vice-champion du Nigeria 2016                       |
| Afrique du Sud 12e - 16 pts                                                | TT Mamelodi Sundowns FC                             | Champion d'Afrique du Sud 2015-2016                 |
| Afrique du Sud 12e - 16 pts                                                | Bidvest Wits FC                                     | Vice-champion d'Afrique du Sud 2015-2016            |
| Fédérations avec un seul représentant (Classées plus bas que la 12e place) |                                                     |                                                     |
| Angola 13e - 11 pts                                                        | Primeiro de Agosto                                  | Champion d'Angola 2016                              |
| Libye 14e - 7 pts                                                          | Al Ahly Tripoli                                     | Champion de Libye 2016                              |
| Ghana 15e - 6 pts                                                          | Wa All Stars                                        | Champion du Ghana 2016                              |
| Zambie 16e - 6 pts                                                         | Zanaco Football Club                                | Champion de Zambie 2016                             |
| Éthiopie 17e - 4 pts                                                       | Saint-George SC                                     | Champion d'Éthiopie 2015-2016                       |
| Niger 18e - 1 pt                                                           | ASFAN Niamey                                        | Champion du Niger 2015-2016                         |
| Zimbabwe 18e - 1 pt                                                        | CAPS United                                         | Champion du Zimbabwe 2016                           |
| Bénin                                                                      | Aucun club engagé                                   | Aucun club engagé                                   |
| Botswana                                                                   | Township Rollers                                    | Champion du Botswana 2015-2016                      |
| Burkina Faso                                                               | RC Kadiogo                                          | Champion du Burkina Faso 2015-2016                  |
| Burundi                                                                    | Vital’O                                             | Champion du Burundi 2015-2016                       |
| Cap-Vert                                                                   | Aucun club engagé                                   | Aucun club engagé                                   |
| Comores                                                                    | Ngaya Club                                          | Champion des Comores 2016                           |
| Djibouti                                                                   | Aucune équipe engagée                               | Aucune équipe engagée                               |
| Érythrée                                                                   | Aucun club engagé                                   | Aucun club engagé                                   |
| Gabon                                                                      | CF Mounana                                          | Champion du Gabon 2015-2016                         |
| Gambie                                                                     | Gambia Ports Authority                              | Champion de Gambie 2015-2016                        |
| Guinée                                                                     | Horoya AC                                           | Champion de Guinée 2015-2016                        |
| Guinée-Bissau                                                              | Aucun club engagé                                   | Aucun club engagé                                   |
| Guinée équatoriale                                                         | CD Elá Nguema                                       | Champion de Guinée équatoriale 2015-2016            |
| Kenya                                                                      | Tusker FC                                           | Champion du Kenya 2016                              |
| Lesotho                                                                    | Lioli FC                                            | Champion du Lesotho 2015-2016                       |
| Liberia                                                                    | Barrack Young Controllers FC                        | Champion du Liberia 2016                            |
| Malawi                                                                     | Aucun club engagé                                   | Aucun club engagé                                   |
| Madagascar                                                                 | CNAPS Sport                                         | Champion de Madagascar 2016                         |
| Mauritanie                                                                 | Aucun club engagé                                   | Aucun club engagé                                   |
| Maurice                                                                    | AS Port-Louis 2000                                  | Champion de Maurice 2015-2016                       |
| Mozambique                                                                 | Ferroviário Beira                                   | Champion du Mozambique 2016                         |
| Namibie                                                                    | Aucun club engagé                                   | Aucun club engagé                                   |
| Ouganda                                                                    | KCCA                                                | Champion d'Ouganda 2015-2016                        |
| République centrafricaine                                                  | Aucun club engagé                                   | Aucun club engagé                                   |
| La Réunion                                                                 | SS Saint-Louisienne                                 | Vice-champion de la Réunion 2015                    |
| Rwanda                                                                     | APR FC                                              | Champion du Rwanda 2015-2016                        |
| Sao Tomé-et-Principe                                                       | Aucun club engagé                                   | Aucun club engagé                                   |
| Sénégal                                                                    | US Gorée                                            | Champion du Sénégal 2015-2016                       |
| Seychelles                                                                 | Côte d'Or Football Club                             | Champion des Seychelles 2016                        |
| Sierra Leone                                                               | Football Club Johansen                              | Vainqueur de la Coupe de Sierra Leone 2016          |
| Somalie                                                                    | Aucun club engagé                                   | Aucun club engagé                                   |
| Soudan du Sud                                                              | Atlabara Football Club                              | Champion de Soudan du Sud 2015                      |
| Swaziland                                                                  | Royal Leopards FC                                   | Champion du Swaziland 2015-2016                     |
| Tanzanie                                                                   | Young Africans FC                                   | Champion de Tanzanie 2015-2016                      |
| Tchad                                                                      | Aucun club engagé                                   | Aucun club engagé                                   |
| Togo                                                                       | Aucun club engagé                                   | Aucun club engagé                                   |
| Zanzibar                                                                   | Zimamoto FC                                         | Champion de Zanzibar 2016                           |

Notes
- TT : Tenant du titre

## Calendrier
Voici le calendrier officiel publié sur le site Internet de la CAF.
| Nom                                             | Tirage au sort   | Match aller                  | Match retour                               | Nombre de participants |
| ----------------------------------------------- | ---------------- | ---------------------------- | ------------------------------------------ | ---------------------- |
| Tours de qualification (2017)                   |                  |                              |                                            |                        |
| Tour préliminaire                               | 21 décembre 2016 | 10-12 février                | 17-19 février                              | 55                     |
| Premier tour de qualification                   | 21 décembre 2016 | 10-12 mars                   | 17-19 mars                                 | 32 (23+9)              |
| Phase de groupes (2017 )                        |                  |                              |                                            |                        |
| Journées 1 et 5 Journées 2 et 6 Journées 3 et 4 | 26 avril 2017    | 12-14 mai 23-24 mai 2-4 juin | 20-21 juin 30 juin - 2 juillet 7-9 juillet |                        |
| Phase finale (2017 )                            |                  |                              |                                            |                        |
| Quarts de finale                                | 26 avril 2017    | 15-17 septembre              | 22-24 septembre                            | 8                      |
| Demi-finales                                    | 26 avril 2017    | 29 septembre - 1er octobre   | 13-15 octobre                              | 4                      |
| Finale                                          |                  | 27-29 octobre                | 3-5 novembre                               | 2                      |

## Tours de qualification

### Tour préliminaire
Neuf équipes sont exemptes lors de ce tour :
- Mamelodi Sundowns
- Zamalek SC
- Wydad AC
- ES Sahel
- ES Tunis
- Al Ahly SC
- TP Mazembe
- USM Alger
- Al-Hilal Omdurman

Les matchs aller se jouent les 12, 13 et 14 février 2017 alors que les matchs retour se jouent les 26, 27 et 28 février 2017.
| Match | Équipe 1                   | Résultat | Équipe 2                      | Aller | Retour | Tab   |
| ----- | -------------------------- | -------- | ----------------------------- | ----- | ------ | ----- |
| 1     | RC Kadiogo                 | 3 - 1    | Diables Noirs                 | 3 - 0 | 0 - 1  | -     |
| 2     | Sony Ela Nguema            | 1 - 5    | Al Merreikh Omdurman          | 0 - 1 | 1 - 4  | -     |
| 3     | AS Real Bamako             | 0 - 4    | Rivers United Football Club   | 0 - 0 | 0 - 4  | -     |
| 4     | AS Tanda                   | 4 - 3    | ASFAN                         | 3 - 0 | 1 - 3  | -     |
| 5     | US Gorée                   | 1 - 2    | Horoya AC                     | 0 - 0 | 1 - 2  | -     |
| 6     | F.C. Johansen              | 1 - 4    | Fath US                       | 1 - 1 | 0 - 3  | -     |
| 7     | Wa All Stars Football Club | 1 - 5    | Al Ahly Tripoli               | 1 - 3 | 0 - 2  | -     |
| 8     | KCCA FC                    | 2E - 2   | Primeiro de Agosto            | 1 - 0 | 1 - 2  | -     |
| 9     | CF Mounana                 | 3 - 0    | Vital'O                       | 2 - 0 | 1 - 0  | -     |
| 10    | Zanaco FC                  | 1 - 0    | APR                           | 0 - 0 | 1 - 0  | -     |
| 11    | Ngaya Club                 | 2 - 6    | Young Africans FC             | 1 - 5 | 1 - 1  | -     |
| 12    | BYC                        | 1 - 1    | Stade Malien                  | 1 - 0 | 0 - 1  | 7 - 6 |
| 13    | Zimamoto FC                | 3 - 4    | Ferroviário Beira             | 2 - 1 | 1 - 3  | -     |
| 14    | JS Saoura                  | 1 - 1E   | Enugu Rangers                 | 1 - 1 | 0 - 0  | -     |
| 15    | Royal Leopards             | 1 - 4    | AS Vita Club                  | 0 - 1 | 1 - 3  | -     |
| 16    | Gambia Ports Authority     | 1 - 0    | Séwé Sports                   | 1 - 0 | 0 - 0  | -     |
| 17    | CNAPS Sport                | 4E - 4   | Township Rollers              | 2 - 1 | 2 - 3  | -     |
| 18    | Cotonsport Garoua          | 6 - 1    | Atlabara Football Club        | 2 - 0 | 4 - 1  | -     |
| 19    | SS Saint-Louisienne        | 3 - 4    | Wits University Football Club | 2 - 1 | 1 - 3  | -     |
| 20    | Lioli Football Club        | 1 - 2    | CAPS United                   | 0 - 0 | 1 - 2  | -     |
| 21    | Côte d'Or                  | 0 - 5    | Saint-George SC               | 0 - 2 | 0 - 3  | -     |
| 22    | AC Léopards                | 3 - 1    | UMS de Loum                   | 1 - 0 | 2 - 1  | -     |
| 23    | Tusker FC                  | 2 - 3    | AS Port-Louis 2000            | 1 - 1 | 1 - 2  | -     |

### Seizièmes de finale
Les matchs aller se jouent les 11, 12 et 13 mars 2017 alors que les matchs retour se jouent les 18, 19 et 20 mars 2017.
| Match | Équipe 1                    | Résultat | Équipe 2                      | Aller | Retour | Tab   |
| ----- | --------------------------- | -------- | ----------------------------- | ----- | ------ | ----- |
| 26    | USM Alger                   | 2 - 1    | RC Kadiogo                    | 2 - 0 | 0 - 1  | -     |
| 27    | Rivers United Football Club | 3 - 4    | Al Merreikh Omdurman          | 3 - 0 | 0 - 4  | -     |
| 28    | ES Sahel                    | 5 - 1    | AS Tanda                      | 3 - 0 | 2 - 1  | -     |
| 29    | ES Tunis                    | 4 - 3    | Horoya AC                     | 3 - 1 | 1 - 2  | -     |
| 30    | Al Ahly Tripoli             | 3E - 3   | Fath US                       | 2 - 0 | 1 - 3  | -     |
| 31    | Mamelodi Sundowns           | 3 - 2    | KCCA FC                       | 2 - 1 | 1 - 1  | -     |
| 32    | Wydad AC                    | 1 - 1    | CF Mounana                    | 1 - 0 | 0 - 1  | 5 - 4 |
| 33    | Young Africans FC           | 1 - 1E   | Zanaco FC                     | 1 - 1 | 0 - 0  | -     |
| 34    | Ferroviário Beira           | 2 - 2    | BYC                           | 2 - 0 | 0 - 2  | 4 - 1 |
| 35    | Zamalek SC                  | 5 - 3    | Enugu Rangers                 | 4 - 1 | 1 - 2  | -     |
| 36    | Gambia Ports Authority      | 1 - 3    | AS Vita Club                  | 1 - 1 | 0 - 2  | -     |
| 37    | Cotonsport Garoua           | 2 - 1    | CNAPS Sport                   | 1 - 0 | 1 - 1  | -     |
| 38    | Al Ahly SC                  | 1 - 0    | Wits University Football Club | 1 - 0 | 0 - 0  | -     |
| 39    | TP Mazembe                  | 1 - 1E   | CAPS United                   | 1 - 1 | 0 - 0  | -     |
| 40    | AC Léopards                 | 1 - 2    | Saint-George SC               | 1 - 0 | 0 - 2  | -     |
| 41    | Al-Hilal Omdurman           | 5 - 2    | AS Port-Louis 2000            | 3 - 0 | 2 - 2  | -     |

## Phase de poules
Le tirage au sort aura lieu au Caire. Les deux meilleures équipes de chaque groupe se qualifieront pour les quarts de finale.

### Matchs et classements
Légende des classements
- Qualifié pour les quarts de finale

Légende des résultats
- Victoire à domicile
- Match nul
- Victoire à l'extérieur

| Chapeau 1             | Chapeau 1 | Chapeau 2           | Chapeau 2 | Chapeau 3            | Chapeau 3 | Chapeau 4           | Chapeau 4 |
| --------------------- | --------- | ------------------- | --------- | -------------------- | --------- | ------------------- | --------- |
| Al Ahly SC C          | 45 pts    | Al-Hilal Omdurman C | 20 pts    | Al Merreikh Omdurman | 14 pts    | Saint George C      | 2 pts     |
| Zamalek SC            | 36 pts    | ES Tunis            | 20 pts    | AS Vita Club         | 12 pts    | Ferroviário Beira C | 0 pts     |
| ES Sahel C            | 31 pts    | USM Alger C         | 16 pts    | Cotonsport Garoua    | 12 pts    | CAPS United C       | 0 pts     |
| Mamelodi Sundowns C T | 25 pts    | Wydad AC            | 16 pts    | Al Ahly Tripoli C    | 5 pts     | Zanaco FC C         | 0 pts     |

Notes
T : Tenant du titre

C : Champion national

### Groupe A
| Rang | Équipe               | Pts | J | G | N | P | Bp | Bc | Diff |  | Résultats (▼ dom., ► ext.) |     |     |     |     |
| ---- | -------------------- | --- | - | - | - | - | -- | -- | ---- |  | -------------------------- | --- | --- | --- | --- |
| 1    | ES Sahel             | 12  | 6 | 3 | 3 | 0 | 13 | 4  | +9   |  | ES Sahel                   |     | 5-0 | 3-0 | 1-1 |
| 2    | Ferroviário Beira    | 8   | 6 | 2 | 2 | 2 | 6  | 8  | -2   |  | Ferroviário Beira          | 1-1 |     | 1-0 | 0-0 |
| 3    | Al Merreikh Omdurman | 7   | 6 | 2 | 3 | 1 | 6  | 9  | -3   |  | Al Merreikh Omdurman       | 1-2 | 2-1 |     | 2-1 |
| 4    | Al Hilal Omdurman    | 4   | 6 | 0 | 4 | 2 | 4  | 8  | -4   |  | Al Hilal Omdurman          | 1-1 | 0-3 | 1-1 |     |

La FIFA a suspendu la Fédération du Soudan de football le 7 juillet 2017. En conséquence, les équipes soudanaises ne pouvaient continuer à participer à des compétitions internationales, et Al-Hilal et Al-Merrikh ont été disqualifiés de la Ligue des champions de la CAF et tous les matchs joués par eux avant que la disqualification ne soit annulée ne sont pas pris en compte. Le 20 juillet 2017, le Comité exécutif de la CAF prend note de la levée de la suspension du Soudan par la FIFA et indique que les clubs soudanais engagés dans les compétitions interclubs de la CAF ne sont pas disqualifiés mais perdent, conformément aux règlements, leurs matchs de la 6e journée de la phase de groupes.

### Groupe B
| Rang | Équipe          | Pts | J | G | N | P | Bp | Bc | Diff |  | Résultats (▼ dom., ► ext.) |     |     |     |     |
| ---- | --------------- | --- | - | - | - | - | -- | -- | ---- |  | -------------------------- | --- | --- | --- | --- |
| 1    | USM Alger       | 11  | 6 | 3 | 2 | 1 | 12 | 5  | +7   |  | USM Alger                  |     | 3-0 | 2-0 | 4-1 |
| 2    | Al Ahly Tripoli | 9   | 6 | 2 | 3 | 1 | 11 | 10 | +1   |  | Al Ahly Tripoli            | 1-1 |     | 0-0 | 4-2 |
| 3    | Zamalek SC      | 6   | 6 | 1 | 3 | 2 | 6  | 8  | -2   |  | Zamalek SC                 | 1-1 | 2-2 |     | 2-0 |
| 4    | CAPS United     | 6   | 6 | 2 | 0 | 4 | 10 | 16 | -6   |  | CAPS United                | 2-1 | 2-4 | 3-1 |     |

### Groupe C
| Rang | Équipe               | Pts | J | G | N | P | Bp | Bc | Diff |  | Résultats (▼ dom., ► ext.) |     |     |     |     |
| ---- | -------------------- | --- | - | - | - | - | -- | -- | ---- |  | -------------------------- | --- | --- | --- | --- |
| 1    | ES Tunis             | 12  | 6 | 3 | 3 | 0 | 11 | 4  | +7   |  | ES Tunis                   |     | 0-0 | 4-0 | 3-1 |
| 2    | Mamelodi Sundowns FC | 9   | 6 | 2 | 3 | 1 | 6  | 4  | +2   |  | Mamelodi Sundowns FC       | 1-2 |     | 0-0 | 1-1 |
| 3    | Saint-George SC      | 5   | 6 | 1 | 2 | 3 | 2  | 7  | -5   |  | Saint-George SC            | 0-0 | 0-1 |     | 1-0 |
| 4    | AS Vita Club         | 5   | 6 | 1 | 2 | 3 | 7  | 11 | -4   |  | AS Vita Club               | 2-2 | 1-3 | 2-1 |     |

### Groupe D
| Rang | Équipe            | Pts | J | G | N | P | Bp | Bc | Diff |  | Résultats (▼ dom., ► ext.) |     |     |     |     |
| ---- | ----------------- | --- | - | - | - | - | -- | -- | ---- |  | -------------------------- | --- | --- | --- | --- |
| 1    | Wydad AC          | 12  | 6 | 4 | 0 | 2 | 7  | 3  | +4   |  | Wydad AC                   |     | 2-0 | 1-0 | 2-0 |
| 2    | Al Ahly SC        | 11  | 6 | 3 | 2 | 1 | 7  | 3  | +4   |  | Al Ahly SC                 | 2-0 |     | 0-0 | 3-1 |
| 3    | Zanaco FC         | 11  | 6 | 3 | 2 | 1 | 4  | 2  | +2   |  | Zanaco FC                  | 1-0 | 0-0 |     | 2-1 |
| 4    | Cotonsport Garoua | 0   | 6 | 0 | 0 | 6 | 2  | 12 | -10  |  | Cotonsport Garoua          | 0-2 | 0-2 | 0-1 |     |

## Phase finale

### Qualification et tirage au sort
Les quatre premiers et les quatre deuxièmes de chaque groupe participent à 
la phase finale, qui débute par les quarts de finale. En cas d'égalité entre deux ou plusieurs équipes, le classement est déterminé d'abord par la différence de points particulière entre les équipes à égalité puis la différence de buts particulière. Les premiers 
sont têtes de série et reçoivent pour le match retour contrairement aux deuxièmes. 
| Groupe | 1er de groupe – Tête de série | 2e de groupe – Non-tête de série |
| ------ | ----------------------------- | -------------------------------- |
| A      | ES Sahel                      | Ferroviário Beira                |
| B      | USM Alger                     | Al Ahly Tripoli                  |
| C      | ES Tunis                      | Mamelodi Sundowns                |
| D      | Wydad AC                      | Al Ahly SC                       |

### Quart de finale
| Équipe            | Aller | Total           | Retour | Équipe    |
| ----------------- | ----- | --------------- | ------ | --------- |
| Al Ahly Tripoli   | 0 - 0 | 0 - 2           | 0 - 2  | ES Sahel  |
| Al Ahly SC        | 2 - 2 | 4 - 3           | 2 - 1  | ES Tunis  |
| Ferroviário Beira | 1 - 1 | 1 - 1           | 0 - 0  | USM Alger |
| Mamelodi Sundowns | 1 - 0 | 1 - 1 (3-4 tab) | 0 - 1  | Wydad AC  |

### Demi-finales
| Équipe    | Aller | Total | Retour | Équipe     |
| --------- | ----- | ----- | ------ | ---------- |
| ES Sahel  | 2 - 1 | 4 - 7 | 2 - 6  | Al Ahly SC |
| USM Alger | 0 - 0 | 1 - 3 | 1 - 3  | Wydad AC   |

### Finale
| Équipe     | Aller | Total | Retour | Équipe   |
| ---------- | ----- | ----- | ------ | -------- |
| Al Ahly SC | 1 - 1 | 1 - 2 | 0 - 1  | Wydad AC |

### Tableau final
|  | Quarts de finale  | Quarts de finale  | Quarts de finale | Quarts de finale |            |            | Demi-finales | Demi-finales | Demi-finales | Demi-finales |  |  | Finale                                                   | Finale | Finale | Finale |
|  |                   |                   |                  |                  |            |            |              |              |              |              |  |  |                                                          |        |        |        |
|  |                   |                   |                  |                  |            |            |              |              |              |              |  |  | 28 octobre 2017 / 4 novembre 2017, Le Caire / Casablanca |        |        |        |
|  |                   |                   |                  |                  |            |            |              |              |              |              |  |  |                                                          |        |        |        |
|  | ES Sahel          | ES Sahel          | 0                | 2                |            |            |              |              |              |              |  |  |                                                          |        |        |        |
|  | ES Sahel          | ES Sahel          | 0                | 2                |            |            |              |              |              |              |  |  |                                                          |        |        |        |
|  | Al-Ahly           | Al-Ahly           | 0                | 0                |            |            |              |              |              |              |  |  |                                                          |        |        |        |
|  | Al-Ahly           | Al-Ahly           | 0                | 0                | ES Sahel   | ES Sahel   | 2            | 2            |              |              |  |  |                                                          |        |        |        |
|  |                   |                   |                  |                  | ES Sahel   | ES Sahel   | 2            | 2            |              |              |  |  |                                                          |        |        |        |
|  |                   |                   | Al Ahly SC       | Al Ahly SC       | 1          | 6          |              |              |              |              |  |  |                                                          |        |        |        |
|  | ES Tunis          | ES Tunis          | Al Ahly SC       | Al Ahly SC       | 1          | 6          | 2            | 1            |              |              |  |  |                                                          |        |        |        |
|  | ES Tunis          | ES Tunis          |                  |                  |            |            |              | 1            |              |              |  |  |                                                          |        |        |        |
|  | Al Ahly SC        | Al Ahly SC        | 2                | 2                |            |            |              |              |              |              |  |  |                                                          |        |        |        |
|  | Al Ahly SC        | Al Ahly SC        | 2                | 2                | Al Ahly SC | Al Ahly SC | 1            | 0            |              |              |  |  |                                                          |        |        |        |
|  |                   |                   |                  |                  | Al Ahly SC | Al Ahly SC | 1            | 0            |              |              |  |  |                                                          |        |        |        |
|  |                   |                   | Wydad AC         | Wydad AC         | 1          | 1          |              |              |              |              |  |  |                                                          |        |        |        |
|  | Ferroviário Beira | Ferroviário Beira | Wydad AC         | Wydad AC         | 1          | 1          | 1            | 0            |              |              |  |  |                                                          |        |        |        |
|  | Ferroviário Beira | Ferroviário Beira |                  |                  |            |            |              |              |              |              |  |  |                                                          |        |        |        |
|  | USM Alger         | USM Alger         | 1E               | 0                |            |            |              |              |              |              |  |  |                                                          |        |        |        |
|  | USM Alger         | USM Alger         | 1E               | 0                | USM Alger  | USM Alger  | 0            | 1            |              |              |  |  |                                                          |        |        |        |
|  |                   |                   |                  |                  | USM Alger  | USM Alger  | 0            | 1            |              |              |  |  |                                                          |        |        |        |
|  |                   |                   | Wydad AC         | Wydad AC         | 0          | 3          |              |              |              |              |  |  |                                                          |        |        |        |
|  | Mamelodi Sundowns | Mamelodi Sundowns | Wydad AC         | Wydad AC         | 0          | 3          | 1            | 0            |              |              |  |  |                                                          |        |        |        |
|  | Mamelodi Sundowns | Mamelodi Sundowns |                  |                  |            |            |              | 0            |              |              |  |  |                                                          |        |        |        |
|  | Wydad AC          | Wydad AC          | 0                | 1tab             |            |            |              |              |              |              |  |  |                                                          |        |        |        |
|  | Wydad AC          | Wydad AC          | 0                | 1tab             |            |            |              |              |              |              |  |  |                                                          |        |        |        |
|  |                   |                   |                  |                  |            |            |              |              |              |              |  |  |                                                          |        |        |        |

## Vainqueur
| Ligue des champions de la CAF Vainqueur 2017 |
| -------------------------------------------- |
| Wydad Athletic Club Deuxième titre           |

## Meilleurs buteurs
| Place | Joueur                | Club               | Buts |
| ----- | --------------------- | ------------------ | ---- |
| 1     | Saladin Said          | Saint-George SC    | 7    |
| 1     | Taha Yassine Khenissi | Espérance de Tunis | 7    |
| 2     | Muaid Ellafi          | Al Ahly Tripoli    | 6    |
| 2     | Tady Etekiama         | AS Vita Club       | 6    |
| 3     | Bakri Al-Madina       | Al Merreikh        | 5    |
| 3     | Oussama Darfalou      | USM Alger          | 5    |
| 3     | Achraf Bencharki      | Wydad AC           | 5    |
| 4     | Oualid Azaro          | Al Ahly            | 4    |
| 4     | Diogo Acosta          | Étoile du Sahel    | 4    |
| 4     | Anis Saltou           | Al Ahly Tripoli    | 4    |
| 4     | Ephrem Guikan         | AS Port-Louis 2000 | 4    |
| 4     | Abbas Amidu           | CAPS United        | 4    |
| 4     | Ronald Chitiyo        | CAPS United        | 4    |
| 4     | Geoffrey Sserunkuma   | KCCA FC            | 4    |